# Adalbero av Bremen
Abalbero eller Adalbert II av Bremen, död 25 augusti 1148, var ärkebiskop av Hamburg 1123–1148.

## Biografi
Adalbero efterträdde ärkebiskop Friedrich, och redan kort efter sin utnämning till ärkebiskop 1123 försökte han utverka att Norden åter skulle läggas under Hamburg, och började i detta syfte inför påvestolen en process mot ärkebiskop Ascer i Lund.
År 1133 sändes Adalbero av konung Lothar av Supplinburg till Rom, där en kyrkoschism just bröt ut. Nu lyckades han nå sitt mål - de dokument som han lade fram för att styrka sina anspråk, var uppenbara förfalskningar -, och han utverkade 1133 en bulla av Innocentius II, varigenom Lunds ärkestift upphävdes och Norden åter lades under Adalberos kyrka. Det så fattade beslutet kom emellertid aldrig till utförande, möjligen till följd av inre strider i Danmark, och senast 1139 erkände påvestolen åter ärkebiskopen av Lund.